# یک حواری
«یک حواری» (اسپانیایی: El Apóstol‎) یک فیلم صامت آرژانتینی به کارگردانی Quirino Cristiani است که در سال ۱۹۱۷ منتشر شد. این انیمیشن سیاه، سفید به شیوه کات اوت ساخته شده بود.